# إليزابيتا مارين
إليزابيتا مارين (بالإيطالية: Elisabetta Marin)‏ هي منافسة ألعاب القوى إيطالية، ولدت في 5 نوفمبر 1977 في ترييستي في إيطاليا.

## وصلات خارجية
- إليزابيتا مارين على موقع الاتحاد الدولي لألعاب القوى (الإنجليزية)
- إليزابيتا مارين على موقع الاتحاد الإيطالي لألعاب القوى (الإيطالية)
- إليزابيتا مارين على موقع اللجنة الأولمبية الدولية (الإنجليزية)
- إليزابيتا مارين على موقع أوليمبيديا (الإنجليزية)